# 飛鳥井雅康
飛鳥井 雅康(あすかい まさやす、永享8年（1436年）－永正6年10月26日（1509年12月7日））は、室町時代後期から戦国時代前期の公家・僧侶。飛鳥井雅世の次男。正三位権中納言。号は二楽軒（じらくけん）または二楽院（じらくいん）、法名は宋世（そうぜい）。子に飛鳥井頼孝・盛円・万里小路春房（江南院龍霄）室。

## 経歴
兄・飛鳥井雅親の猶子となり、飛鳥井家を継ぐ。
応仁元年（1467年）10月に従三位に叙され、翌応仁2年（1468年）4月に参議に任ぜられる。文明2年（1470年）9月に右兵衛督を兼ね、文明3年（1471年）3月に正三位に叙され、文明7年（1475年）正月に出雲権守を兼ねる。文明11年（1479年）11月に権中納言に任じられる。しかし、文明14年2月14日（1482年3月3日）に近江国松本に出奔して出家し、家を飛鳥井雅俊（猶子・雅親の嫡男）に譲った。以降は書道や和歌の世界に生きた。
蹴鞠・和歌・書道・尺八に優れ、和歌では30代より兄に代わって歌会の題者・点者を務め、書道においては二楽流の祖とされている。
また、地方の大名とも交流が深く、明応2年（1493年）には上杉房定に招かれて越後国を訪問し、畠山政長には『宋世口伝』、細川政元には『和歌功能』と歌学書を著して贈呈している。同8年（1499年）には富士山見物のため東海道を遊覧した。
家業であった和歌・蹴鞠を中心に著作も多く、前述の著作以外にも『歌道抄』・『蹴鞠条々大概』・『入道中納言雅康卿百首』・『雅康卿詠草』・『詠百首和歌』・『蹴鞠百首和歌』・『山霞』（後花園法皇崩御の記録）・『富士歴覧記』（紀行文）など著作も多く、『新撰菟玖波集』にも11首入集している。

## 系譜
- 父：飛鳥井雅世（1390-1452）
- 母：不詳
- 妻：不詳
  - 男子：飛鳥井頼孝
  - 男子：盛円
  - 女子：万里小路春房（江南院龍霄）室